# Прва лига Чешке у фудбалу
Прва лига Чешке Републике у фудбалу (енгл. Czech First League) или Фортуна лига је највиши ранг фудбалских такмичења у Чешкој Републици. Лига је основана 1993. године након распада Чехословачке, а најуспешнија екипа је Спарта из Прага са 14 освојених титула.

## Систем такмичења
Учествује 18 клубова и игра се 34 утакмица по двокружном систему (на домаћем и гостујућем терену), од августа до маја. Шампион наредне сезоне игра у квалификацијама за Лигу шампиона, док другопласирани и трећепласирани играју у квалификацијама за Лигу Европе. У случају да финалисти чешког купа обезбеде играње у европским такмичења на крају првенства, четвртопласирани у лиги такође учествује у квалификацијама за Лигу Европе. Две последњепласиране екипе испадају у Другу лигу.

## Клубови у сезони 2012/13.
- Словацко
- Прибрам
- Спарта Праг
- Бањик Острава
- Храдец Кралове
- Слован Либерец
- Викторија Плзењ
- Височина Јихлава
- Збројовка Брно
- Дукла Праг
- Баумит Јаблонец
- Млада Болеслав
- Теплице
- Динамо Чешке Будјејовице
- Сигма Оломоуц
- Славија Праг

## Успешност по клубовима
| Клуб            | Шампиони | Вицешампиони | Сезона освајања |
| --------------- | -------- | ------------ | --- |
| Спарта Праг     | 14       | 10           | 1993/94, 1994/95, 1996/97, 1997/98, 1998/99, 1999/00, 2000/01, 2002/03, 2004/05, 2006/07, 2009/10, 2013/14, 2022/23, 2023/24 |
| Славија Праг    | 8        | 13           | 1995/96, 2007/08, 2008/09, 2016/17, 2018/19, 2019/20, 2020/21, 2024/25                                                       |
| Викторија Плзењ | 6        | 4            | 2010/11, 2012/13, 2014/15, 2015/16, 2017/18, 2021/22                                                                         |
| Слован Либерец  | 3        | 0            | 2001/02, 2005/06, 2011/12 |
| Бањик Острава   | 1        | 0            | 2003/04 |
| Сигма Оломоуц   | 0        | 1            | |
| Теплице         | 0        | 1            | |
| Млада Болеслав  | 0        | 1            | |
| Баумит Јаблонец | 0        | 1            | |